# جزر تاولجا
محمية جزر تالقة هي محمية طبيعية في ليبيا